# Лякросс
Лякро́сс (от фр. la crosse — клюшка) — контактная спортивная игра между двумя командами с использованием небольшого резинового мяча (62,8—64,77 мм, 140—146 г) и клюшки с длинной рукояткой, называющейся стик (англ. lacrosse stick или фр. crosse). Часто лякросс считают жёстким контактным спортом, однако травмы в нём встречаются гораздо реже, чем в американском футболе и других контактных видах спорта. Верх клюшки заплетён свободной сеткой, спроектированной для того, чтобы ловить и удерживать мяч. Цель игры — забросить мяч в ворота соперника, используя клюшку, чтобы ловить, контролировать и пасовать мяч. Задача защиты — предотвратить взятие ворот и получить мяч с помощью клюшки, контактной борьбы или правильной позиции на поле. В игре различают четыре позиции: полузащитник, атакующий, защитник, вратарь. В лякроссе на поле (field lacrosse) атакующие только атакуют (кроме ситуации «ride», когда защита пытается вывести мяч и атакующие пытаются помешать им), защитники только защищают (кроме ситуации «clear», когда им надо вывести мяч), вратарь является последней линией защиты, напрямую защищающей ворота, полузащитники могут находиться в любой части поля и играть как в защите, так и в атаке, хотя на высоком уровне игры всегда есть специализация между защищающим и атакующим полузащитником.

## История появления

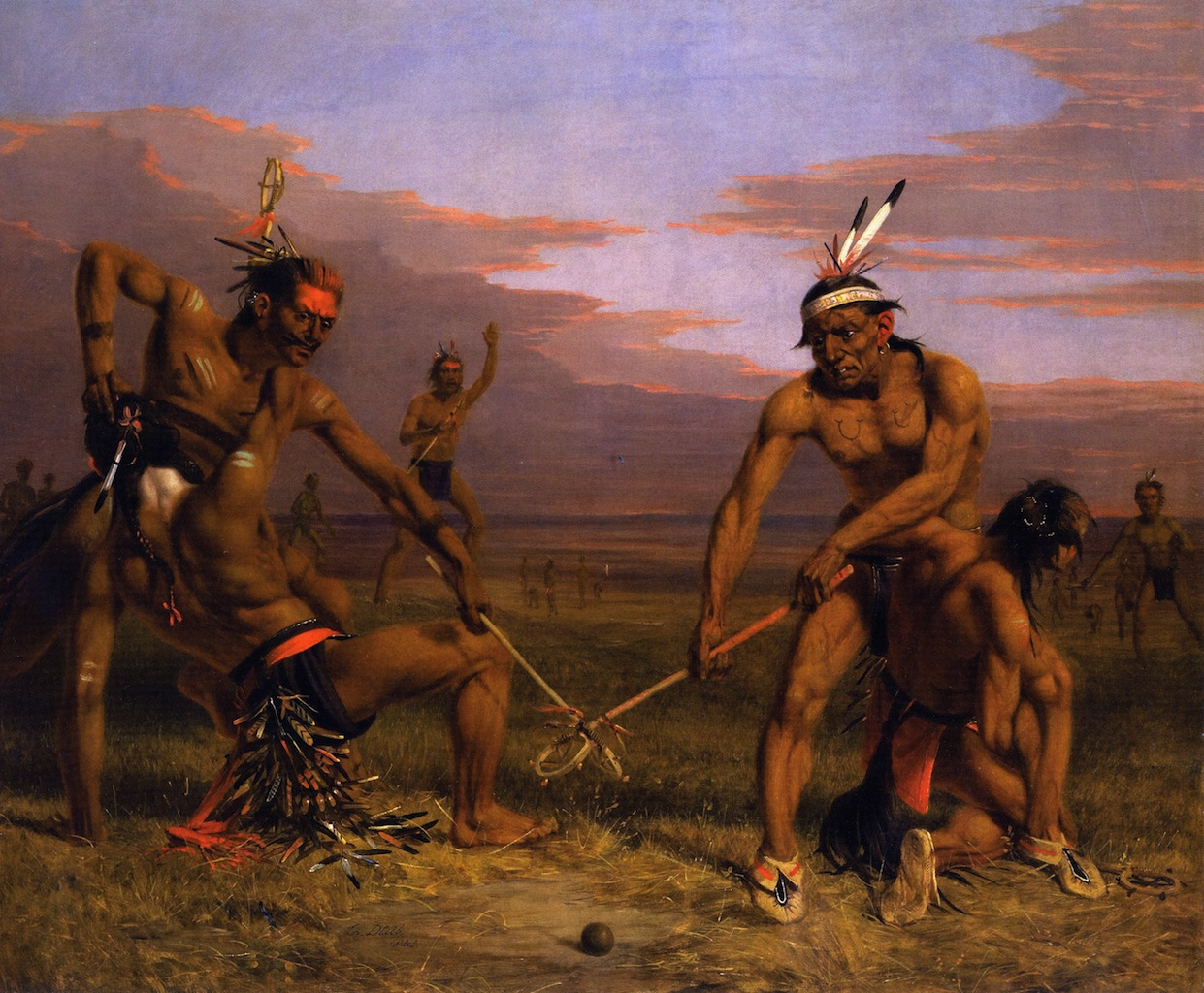
Чарльз Дис «Сиу играют в мяч», 1843. Музей Гилкриза

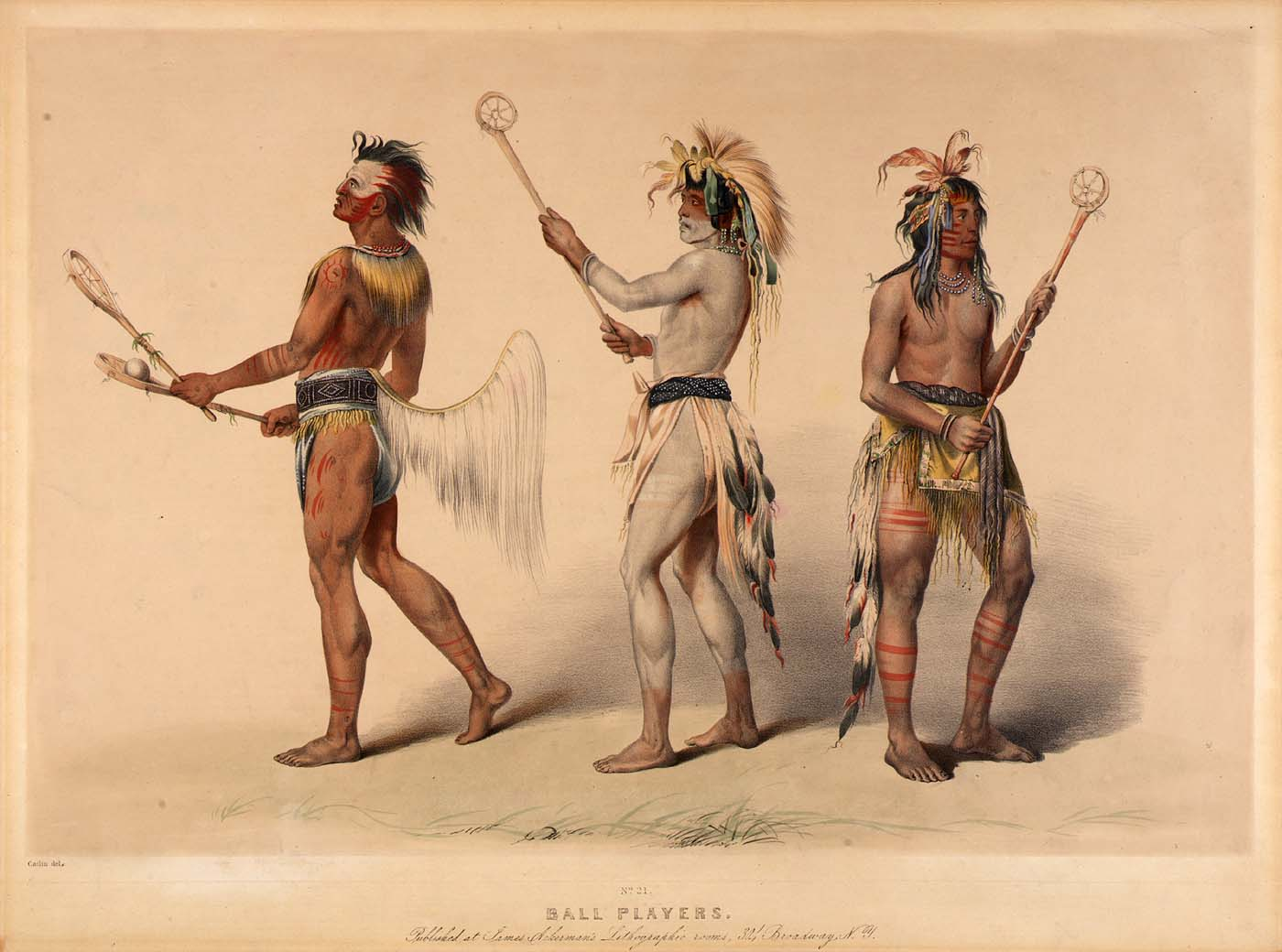
Прототип лякросса. Литография первой половины XIX века

С 1100 года американские индейцы играли в игры, легшие в основу современного лякросса: dehontsigwaehs («они толкают бёдрами») у онондага, Tewaaraton («младший брат войны») у мохоков, baaga`adowe («бьющие бока») и Ishtaboli или kapucha toli («младший брат войны») у чокто. К XVII веку лякросс был хорошо известен и задокументирован миссионерами-иезуитами на территории современной Канады. В 1637 году французский иезуит Жан де Бребёф видел игру гуронов в области современного Онтарио и назвал игру по-французски la crosse («крюк», «клюшка»). Название, по-видимому, произошло от французского обозначения хоккея на траве (фр. le jeu de la crosse).
На протяжении многих лет лякросс играл важную роль в общинной и религиозной жизни племён по всему континенту. В традиционном варианте канадских аборигенов каждая команда состояла из 100—1000 человек, которые играли на поле длиной в несколько километров. Игра длилась с рассвета до заката в течение двух-трёх дней и была частью церемониального ритуала, символической битвой (для разрешения межплеменных споров), либо была проявлением благодарности Создателю. Лякросс закалял молодых воинов, становился способом развлечения и/или ради азартных ставок, проводился в период праздников. Игроки выступали в роли воинов, стремясь заслужить славу и почёт себе и своим соплеменникам.
Игра начиналась с того, что мяч подбрасывался в воздух, и обе команды бросались ловить его. Передача мяча считалась хитростью, а уклонение от соперника — трусостью. Знахари выступали в роли тренеров, а женщины племени обычно болели за игроков и подбадривали их песнями. В некоторых районах существовала и женская версия лякросса под названием амтахча (amtahcha), в которой использовались клюшки покороче с сетками побольше. Женщины Восточной лесозоны и среди ирокезов также играли в разновидность игры — двойной мяч (англ. double ball). Лякросс укреплял единство шести племён ирокезов.
Джеймс Смит описал игру, в которую играли племена мохоков в 1757 году: «они использовали деревянный мяч диаметром около 3 дюймов (7,6 см), а инструментом, с помощью которого они передвигали его, был прочный посох длиной около 5 футов (1,5 м) с сеткой-обручем на конце, достаточно большим, чтобы вместить мяч».

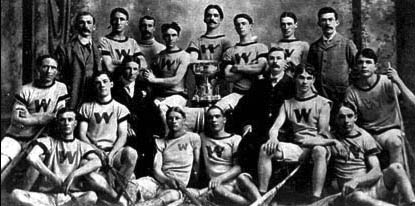
Команда Winnipeg Shamrocks, олимпийские чемпионы по лякроссу 1904 года

В 1830 году англоговорящие жители Монреаля переняли игру у мохоков. В 1856 году канадский стоматолог Уильям Джордж Бирс основал Монреальский клуб лякросса. В 1860 году Бирс кодифицировал игру, сократив продолжительность каждой партии и уменьшив количество игроков до 12 в команде. Первая игра по правилам Бирса состоялась в колледже Верхней Канады в 1867 году; они проиграли крикетному клубу Торонто со счетом 3:1. Лякросс набирал популярность, и к 1900 году насчитывалось дюжина мужских клубов лякросса в Канаде, США, Англии, Австралии, Новой Зеландии. Женская разновидность игры была представлена в Шотландии Луизой Лумсден в 1890 году. В 1926 году в США появился женский клуб лякросса, основанный Розабель Синклер.
В США лякрос с середины 1800-х до первой половины 1900-х годов был преимущественно региональной игрой Средне-Атлантических штатов (в основном, Нью-Йорк и Мэриленд). В последней половине XX века этот вид спорта распространился за пределы региона, и в настоящее время его можно встретить на большей части страны. Согласно исследованию, проведённому US Lacrosse в 2016 году, по всей стране насчитывается более 825 000 участников лякросса, а игра является самым быстрорастущим командным видом спорта среди школ-членов NFHS (Ассоциации государственных средних школ).
Лякросс дважды включался в программу летних Олимпийских Игр — в 1904 и 1908 годах, а также был показательным видом спорта на Олимпиадах 1928, 1932 и 1948 годов.

## Описание игры
В игре участвуют две команды, которые стремятся поразить ворота соперника резиновым мячом (62,8—64,77 мм, 140—147 г) при помощи специальной клюшки, называемой стик. На верхней части клюшки, называемой головой, прикреплена сетка таким образом, чтобы игрок мог поймать и удержать в ней мяч. Основная цель игры для нападающих — забросить мяч в ворота соперника. Для этого игроки передают пасы и используют ведение мяча. Основная цель защитников — предотвратить гол команды соперника. Для этого они могут выбивать мяч клюшкой или толкать игрока в тело. Команда состоит из четырёх типов игроков: нападающий, полузащитник, защитник, вратарь. Как правило, в лякроссе нападающие играют только в зоне у ворот соперника, защитники только в зоне около своих ворот, а полузащитники могут располагаться в любой зоне и играть в качестве нападающих или в качестве защитников. В командах высокого уровня полузащитники бывают атакующие (играют в основном во время атаки своей команды) и защищающие (играют в основном во время атаки команды соперника).

### Варианты игры

Схема поля для мужского лякросса

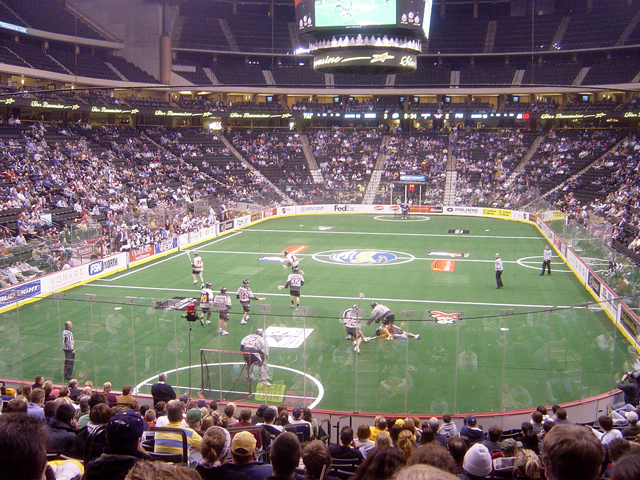
Матч Национальной лиги лякросса в крытой арене

В настоящее время существует несколько разновидностей лякросса, различающихся размерами поля, количеством игроков и правилами. Основных разновидностей четыре: лякросс в поле (на траве или просто лякросс), «лякросс в коробке», интеркросс, полокросс.
С 1967 года проводятся мужские чемпионаты мира по лякроссу на траве, в которых принимают участие команды различных стран, а также индейского племени ирокезов (с 1990 года).

## Современное состояние
В мире существует более трёх десятков национальных федераций лякросса. Из них большинство находятся в Европе и созданы в последнем десятилетии XX века, однако ведущими странами остаются США и Канада, где лякросс пользуется большой популярностью.

### Лякросс в Канаде

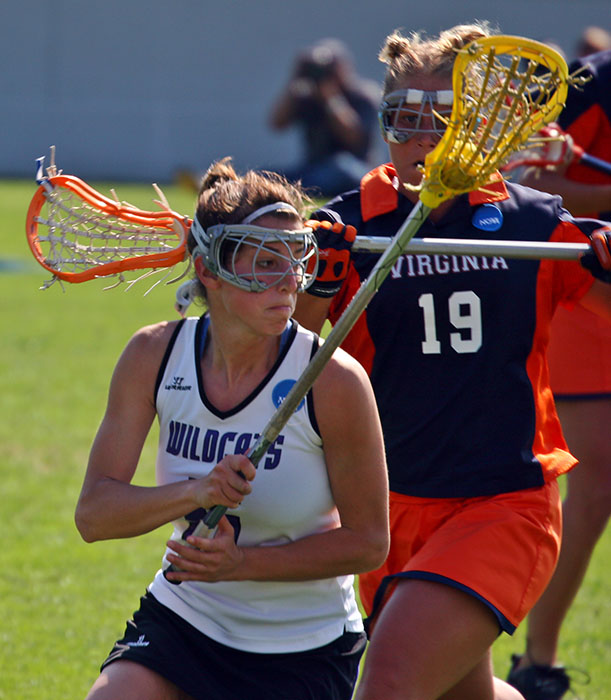
Матч университетских команд по женскому лякроссу

В Канаде игра является национальным летним видом спорта. Канадская ассоциация лякросса была основана в 1867 году и является старейшей в мире.
Ежегодно проводятся взрослые и юношеские чемпионаты по лякроссу в помещениях, в двух дивизионах каждый, а также трёхдивизионный чемпионат по лякроссу на открытой площадке.
В 2023 году лякросс был включен в программу Летних Олимпийских Игр 2028 года.
- Лякросс в коробке
  - Mann Cup Senior «A» — проводится с 1901 года, трофей выполнен из чистого золота и стоит около 25 тысяч долларов[19].
  - Presidents Cup Senior «B»
  - Minto Cup Junior «A»
  - Founders Cup Junior «B»
- Открытый лякросс
  - Ross Cup Senior Division I (с 1984 года)
  - Victory Trophy Senior Division II (с 1985 года)
  - Baggataway Cup University

### Лякросс в США
В США спорт представлен профессиональной лигой лякросса — Major League Lacrosse. Также лякросс является одним из официальных видов спорта Национальной ассоциации студенческого спорта. В чемпионате первого дивизиона участвуют 88 университетских команд, второго дивизиона — 46 команд и третьего дивизиона — 208 команд.
На международном уровне США представляют мужская и женская сборные по лякроссу, а также молодёжные сборные до 19 лет. Помимо этого, в международных соревнованиях принимает участие индейская сборная «Iroquois Nationals», представляющая конфедерацию ирокезских племён США и Канады.

### Лякросс в России
В России (на январь 2024 года) существует семь команд в следующих городах:
- г. Москва («Moscow Phoenix», «Moscow Lacrosse Club», «Moscow Bulldogs»)[20][21]
- г. Санкт-Петербург («White Knights», «Lynx»)
- г. Ярославль («Warriors», «Медведи»)[22][23][24]

### Лякросс в других странах

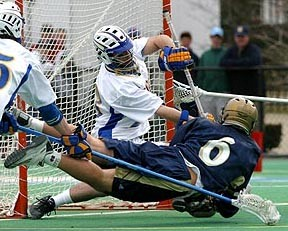
Игрок исполняет бросок по воротам в падении

Небольшие сообщества лякросса долгое время существуют в Англии и Австралии. Начиная с 1990-х годов начали появляться и другие национальные ассоциации лякросса, которые теперь существуют в двух десятках европейских стран, в Новой Зеландии, Японии, Южной Корее и т. д. Все они объединены в международную федерацию, за исключением независимых ассоциаций в Индии и Китае.